# NGC 3303
NGC 3303 (другие обозначения — UGC 5773, MCG 3-27-66, ZWG 94.96, KCPG 240A, ARP 192, VV 71, PGC 31508) — галактика в созвездии Лев.
Этот объект входит в число перечисленных в оригинальной редакции «Нового общего каталога».
Галактика занесена в Атлас пекулярных галактик под обозначением Arp 192 и записана как имеющая «шип» или «струю». Однако на изображении галактики Слоановского цифрофого обзора неба такой особенности не видно. На самом деле этот «шип» является наложенным на фотографию треком малой планеты. NGC 3303 является активной галактикой и относится к типу LINER.